# پارک رویال
latitudeپارک رویالlongitudeپارک رویال
پارک رویال (به انگلیسی: Park Royal) یک سکونتگاه مسکونی در بریتانیا است که در منطقه برنت لندن واقع شده‌است.